# Рой Йохансен
Рой Йохансен (на английски: Roy Johansen) е американски писател на бестселъри в жанра трилър. Син е на писателката Айрис Йохансен.

## Биография и творчество
Рой Йохансен е роден през 1957 г. в САЩ. Завършва гимназия „Sprayberry“ в Мариета, Джорджия, и продължава обучението си в Университета на Джорджия.
Започва професионалната си писателска кариера с написания в колежа оригинален сценарий за филма „Убийство 101“, за който печели награда на конкурс за автори-студенти спонсориран от Стивън Спилбърг, Джордж Лукас и Мартин Скорсезе. Екранизиран е през 1991 г. с участието на Пиърс Броснан. За сценария получава и наградата „Едгар“ на Асоциацията на писателите на трилъри на Америка.
След дипломирането си работи по проекти на „Disney“, „MGM“, „United Artists“, „Universal“ и „Warner Bros“. Сътрудничи на създателя на комикси Стан Лий за неговия герой „Обвинителят“.
В края на 90-те започва да пише трилъри. Първият му роман „The Answer Man“ е издаден през 1999 г. и става бестселър. След 2007 г. активно работи в съавторство с Айрис Йохансен и общите им произведения неизменно са в списъците на бестселърите.
Рой Йохансен живее със съпругата си в Грийнвил, Северна Каролина.

## Произведения

### Самостоятелни романи
- The Answer Man (1999)
- Silent Thunder (2008) – с Айрис Йохансен

### Серия „Джо Бейли“ (Joe Bailey)
1. Beyond Belief (2001)
2. Deadly Visions (2003)

### Серия „Хана Брайсън“ (Hannah Bryson) – с Айрис Йохансен
1. Storm Cycle (2009) – с Айрис Йохансен
Буреносен цикъл, изд. „Калпазанов“ (2010), прев. Силвия Вангелова
2. Shadow Zone (2010) – с Айрис Йохансен
Зоната на сенките, изд. „Калпазанов“ (2013), прев. Силвия Желева

### Серия „Кендра Майкълс“ (Kendra Michaels) – с Айрис Йохансен
1. Close Your Eyes (2012)
2. With Open Eyes (2012)
3. Sight Unseen (2014)
4. The Naked Eye (2015)
5. Night Watch (2016)
6. Look Behind You (2017)
7. Double Blind (2018)
8. Hindsight (2020)

### Филмография
- 1990 Back to Hannibal: The Return of Tom Sawyer and Huckleberry Finn – ТВ филм
- 1991 Murder 101 – ТВ филм, награда „Едгар“ за сценарий